# Polythlipta camptozona
Polythlipta camptozona is een vlinder van de familie van de grasmotten (Crambidae). De wetenschappelijke naam van deze soort is voor het eerst voorgesteld door George Francis Hampson in een publicatie uit 1910.
De soort komt voor in Oeganda, Kenia, Rwanda en Zambia.